# Teixidor de Loango
El teixidor de Loango (Ploceus subpersonatus) és un ocell de la família dels ploceids (Ploceidae).

## Hàbitat i distribució
Viu a la vegetació secundària a prop de l'aigua, palmeres i pastures al sud de Gabon, República Democràtica del Congo i Cabinda, en Angola.